# Клайдсдейл банк

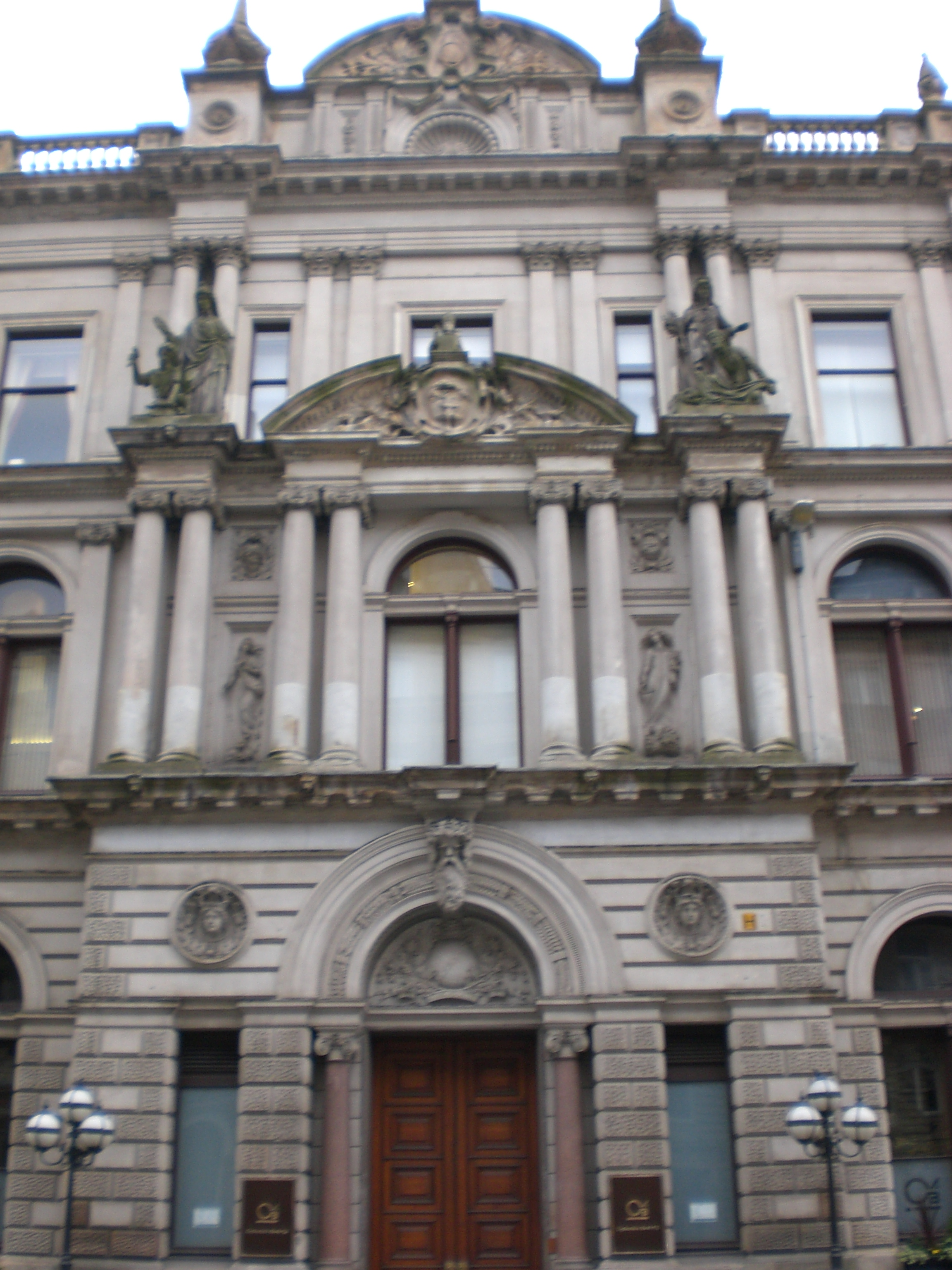
Офіс банку у Глазго

Клайдсдейл банк (англ. Clydesdale Bank; шотл. гел. Banca Dhail Chluaidh) — один з комерційних банків Великої Британії. Входить до числа трьох банків, що мають право випускати банкноти у Шотландії.
Банк заснований в 1838 у Глазго. Станом на 21 сторіччя банк випускає банкноти номіналом 5, 10, 20, 50, 100 фунтів.